# バルトロメ (ヴュルテンベルク)
バルトロメ (ドイツ語: Bartholomä) は、ドイツ連邦共和国バーデン＝ヴュルテンベルク州シュトゥットガルト行政管区のオストアルプ郡に属す町村（以下、本項では便宜上「町」と記述する）である。

## 地理

### 位置
州指定の保養地バルトロメは、シュヴェービッシェ・アルプの一部をなすアルブーフに位置している。

### 隣接する市町村
この町は、北はホイバッハ、北東はエッシンゲン、南東はケーニヒスブロンおよびシュタインハイム・アム・アルブーフ（ともにハイデンハイム郡）、南はベーメンキルヒおよびラウターシュタイン（ともにゲッピンゲン郡）、西はシュヴェービッシュ・グミュントと境を接している。

### 自治体の構成
自治体としてのバルトロメは、主邑のバルトロメ地区の他、いくつかの小集落からなる。
| 土地利用種別面積 | 農業用地 | 森林   | 住宅地 | 産業用地 | 交通用地 | 水域  | レジャー用地 | その他 |
| ---------------- | -------- | ------ | ------ | -------- | -------- | ----- | ------------ | ------ |
| 面積 (km2)       | 8.35     | 10.09  | 0.52   | 0.19     | 0.82     | 0.01  | 0.27         | 0.50   |
| 占有率           | 40.2 %   | 48.6 % | 2.5 %  | 0.9 %    | 4.0 %    | 0.0 % | 1.3 %        | 2.4 %  |

州統計局の2019年現在のデータによる。

## 歴史
歴史がこれほどわずかしか判明していない町は、オストアルプ郡では他にほとんどない。17世紀以降頻繁に入れ替わった騎士領主の文書がほとんど残されていないからである。1365年の Laubenhart と書かれた最初の記録は1994年になって公表された。1365年にウルリヒ・フォン・レヒベルク・ツー・グレーニンゲンとその息子は広大な所領を売却し、ze Laubenhart の教会守護権を獲得した。バルトロメは、教会の守護聖人バルトロメウス（現在もバルトロメウスマーケットが開催される）にちなんだ名称で、古い「ラウベンハウルト」という名称1531年（あるいは1532年?）までに放棄された。1638年までラウターブルクのヴェルヴァルト家がこの集落の領主であった。
1638年にウルムの都市貴族ハンス・ヤーコプ・シャートがこの騎士領を購入した。この所領はヴォルマースハウゼン家を経由してアルフドルフのホルツ家のものとなり、この家門は1740年に単独所有者となった。1806年にこの村はヴュルテンベルク王国領となった。オーバーアムト・グミュントに属し、その後シュヴェービッシュ・グミュント郡の一部となったが、1973年にこの郡が廃止され、バルトロメは新たに創設されたオストアルプ郡に編入された。

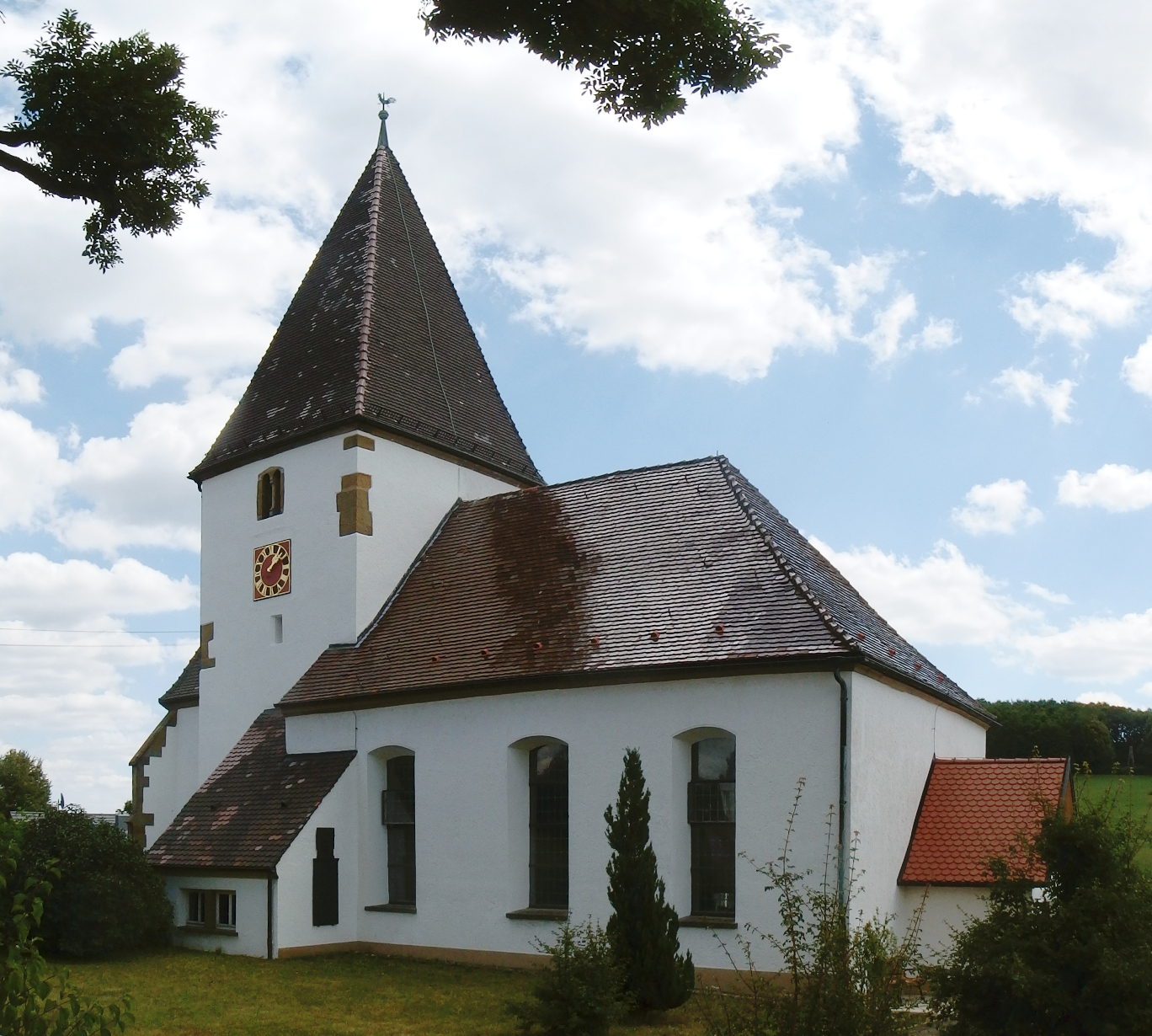
バルトロメの福音主義教会

### 宗教
ヴェルヴァルト家は、1550年にバルトロメの宗教改革を行った。このため当初は福音主義の村となった。三十年戦争後、大幅な人口減少が起こり、18世紀以後には、カトリック信者もこの町に流入した。カトリックの教会堂は1839年/1840年に建設された。福音主義のバルトロメ教会は、シュヴェービッシュ・グミュント教会管区に属す。

## 行政

### 行政共同体
この町は、ホイバッハを主邑とするローゼンシュタイン行政共同体に加盟している。

### 議会
バルトロメの町議会は、10議席で構成されている。任期は5年である。

### 首長
トーマス・クーンは、2013年6月の選挙で 84.67 % の票を獲得して2期目の当選を果たした。

### 紋章
図柄: 赤地に刃を左（向かって右）に向けた銀のナイフ。
バルトロメウス教会とバルトロメウスマーケットがこの町の名前の由来である。聖人バルトロメウスのアトリビュートであるナイフが紋章に描かれている。
町の旗は白 - 赤である。
1957年3月2日に、バーデン＝ヴュルテンベルク州内務省は現在用いられている紋章と旗を認可した。

### 姉妹自治体
- カーゾラ・ヴァルセーニオ（イタリア、エミリア＝ロマーニャ州）[9]

## 経済と社会資本

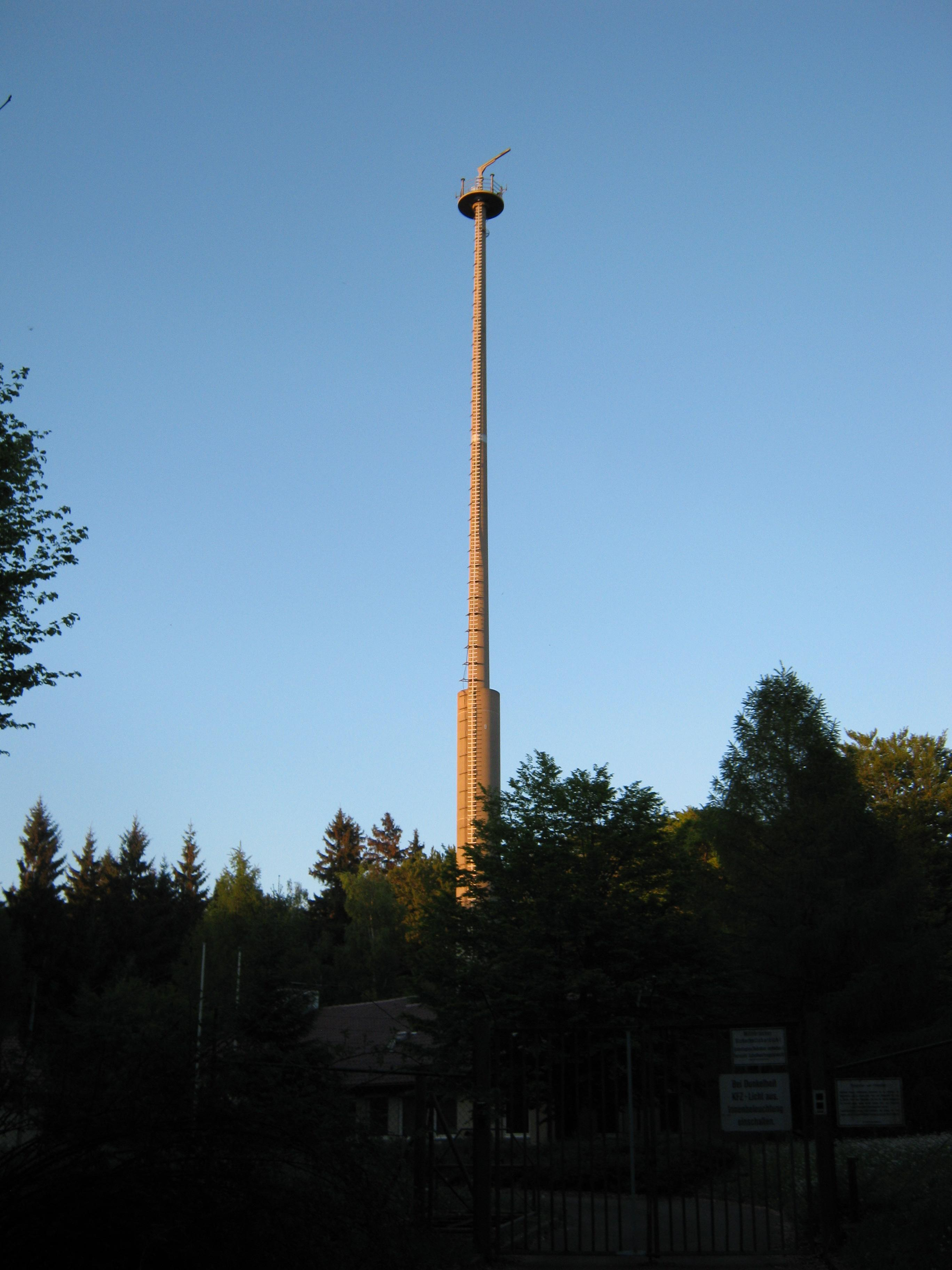
バルトロメ通信塔

### 交通
町の南東、アマリエンホーフ休暇村に接して、特別飛行場がある。ホイバッハとフェルバッハの飛行グループ、シュトゥットガルト・アカデミー飛行グループがここを本拠としている。

### 教育
バルトロメには基礎課程学校ラウベンハルトシューレがある。この他に、市民大学講座が定期的に開催されている。

### 通信
北緯48度46分29秒 東経09度57分27秒 / 北緯48.77472度 東経9.95750度に高さ 61 m の、現在は使われていないドイツ連邦軍の通信塔がある。

### エネルギー
2016年、町域内にウィンドパーク・ラウターシュタイン（風力発電所）が設けられた。町内では Type ジェネラル・エレクトリック 2.75-120 風力発電機 3基が稼働しており、ラウターシュタイン町内にはさらに 16基がある。

## 文化と見所

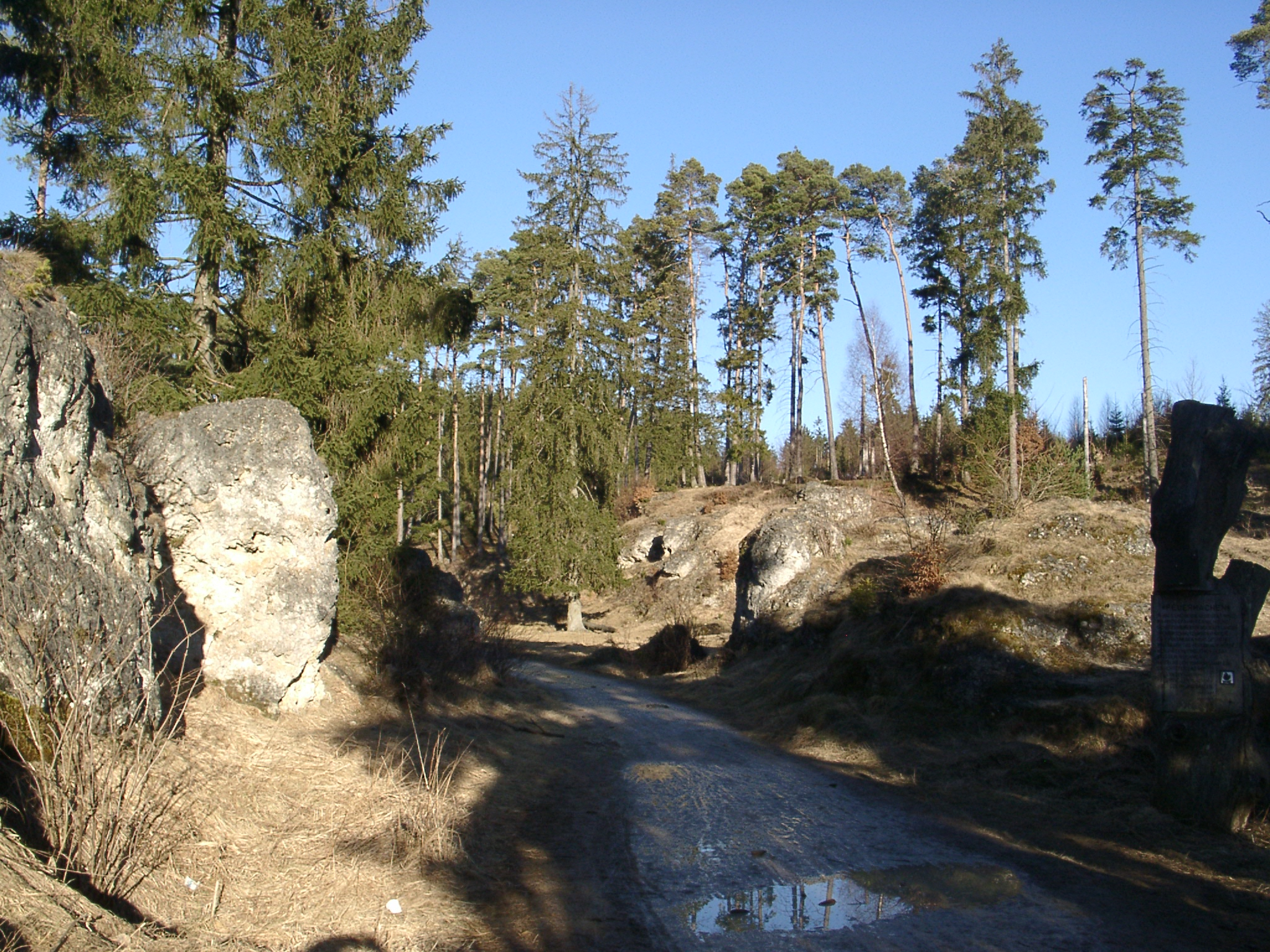
ヴェンタールのフェルゼンメーア

### 自然文化財
変わった岩の構造を持つヴェンタールのフェルゼンメーアは特別な魅力を示す。ヴァイハーヴィーゼン自然保護地区も、手つかずの自然と完璧な静けさが得られる見所である。

### ロスターク
1987年以降、2年に1度、8月の終わりに開催されるロスターク（馬の日）は、約100人の馬飼いが合計250頭以上の馬をつれて集まるユニークなイベントである。馬の日のバルトロメでは、立派な労働馬、歴史的なテーマに基づいて美しく飾り付けられた馬車、かつての農業、農民、職人の生活を体感することができる。この日のメインイベントは、バルトロメやその周辺から集まった労働馬による祝祭パレードである。

### ニックネーム
バルトロメの住人は、以前は多くが箒作りに従事していた。彼らはシラカバの枝を特殊な方法で採取したため、「ビルケ＝シュナルツガー」（直訳すると「シラカバをバサッとする奴」）と呼ばれた。バルトロメ住民は若いシラカバの木に登り、その頂上が地面につくほどぶら下がった。そして枝を切り取った後木から跳び離れると、木は元に戻って「バサッ」という音を立てる。これがその名の由来である。

## 人物

### 出身者
- テオドール・ヴォルフ（ドイツ語版、英語版）（1841年 - 1924年）地質学者、地理学者、植物学者。ガラパゴス諸島のウォルフ島は彼にちなんで命名された。
- グドルン・エンスリン（1940年 - 1977年）テロリスト、ドイツ赤軍創始者の一人。